# Tombigbee

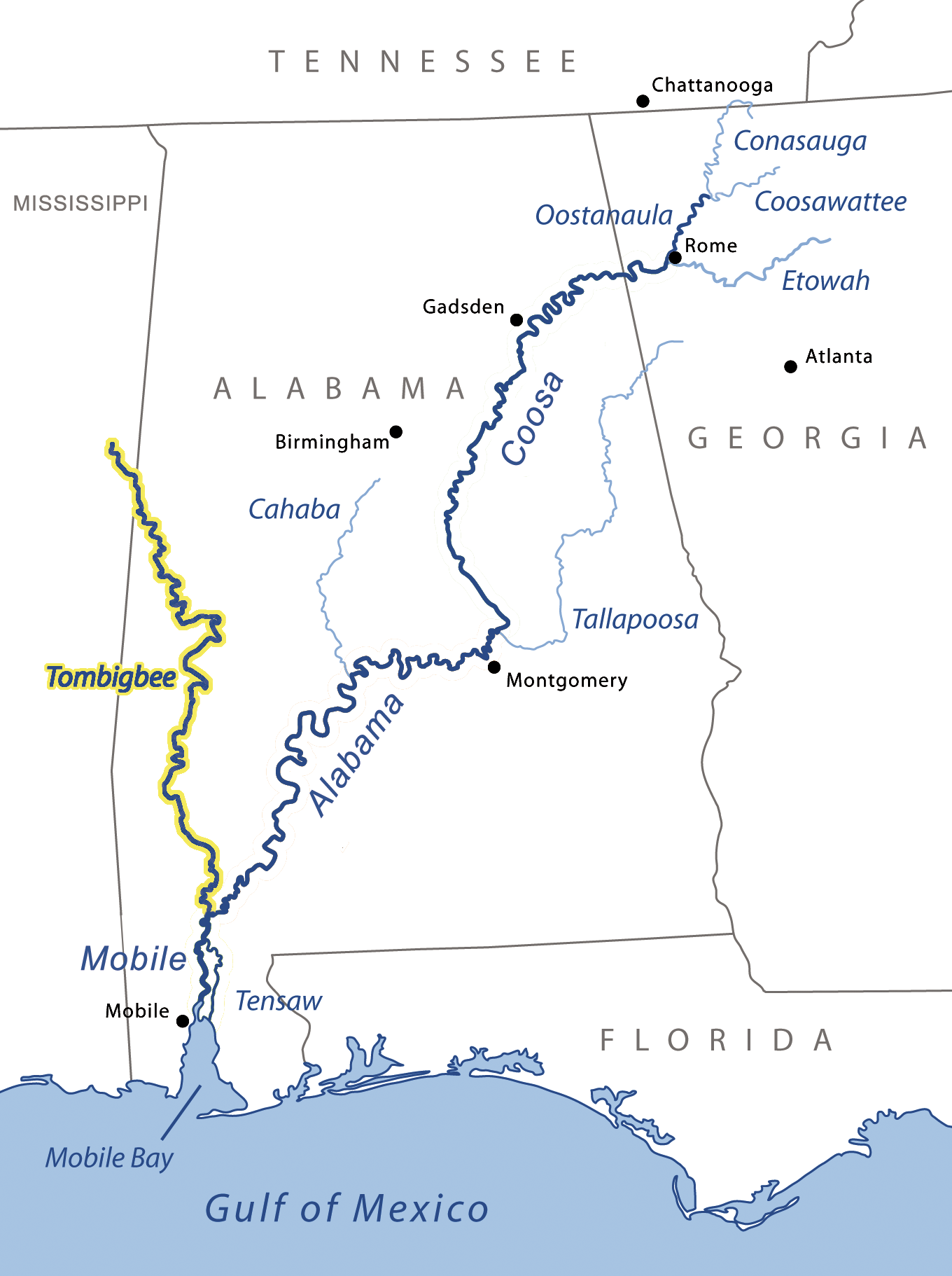
Kaart van de Tombigbee

De Tombigbee  is een 325 kilometer lange rivier in de Amerikaanse staten Mississippi en Alabama. Bij de samenvloeiing met de Alabama vormen ze de korte Mobile die uitmondt in de Baai van Mobile aan de Golf van Mexico. Het stroomgebied van de Tombigbee omvat een groot deel van de kustvlakte van westelijk Alabama en noordoostelijk Mississippi. De rivier vormt een van de belangrijkste commerciële vaarroutes van de zuidelijke Verenigde Staten. In zijn bovenloop is de rivier verbonden met de Tennessee via de Tennessee-Tombigbee Waterway.
De rivier begint in noordoostelijk Mississippi in Itawamba County. Vroeger lag het begin van de rivier in noordelijk Monroe County, aan de samenloop van de Town Creek en de East Fork Tombigbee-rivier. Wat vroeger als een oostelijke vertakking beschouwd werd, wordt thans echter aangemerkt als de Tombigbee zelf.
De Tombigbee stroomt zuidwaarts in het meer van Aberdeen nabij Aberdeen en het meer van Columbus, nabij Columbus. Ze stroomt langs het meer van Aliceville op de grens tussen Mississippi en Alabama en vervolgens doorheen westelijk Alabama langs Gainesville en Demopolis waar ze samenkomt met de Black Warrior. Ten zuiden van Demopolis vloeit zij verder door zuidwestelijk Alabama langs Jackson. Zij komt samen met de Alabama aan de grens tussen Mobile en Baldwin, op ongeveer 30 mijl (48 km) ten noorden van Mobile en vormt de Mobilerivier.
De bovenloop van de Tombigbee was het thuisland van de Chickasaw vóór hun vertrek in 1838. Bienville gebruikte in 1736 de Tombigbee als weg om hen te bestrijden.
- Library of Congress Control Number: sh85135934
- National Archives and Records Administration: 10043941
- Nationale Bibliotheek van Israël: 987007541479305171
- Virtual International Authority File: 85144647638475543965